# Kastrup (musikgrupp)
Kastrup är en svensk duo bestående av Timmie Strandberg (sångare, låtskrivare och textförfattare) och Per-Linus "Puppe" Westberg (låtskrivare, keyboardist och gitarrist). 
Duon bildades i Malmö 2014.

## Diskografi
- 2018 - In Search of Us (EP)
- 2018 - Lucas (Singel)
- 2017 - You and I (Singel)
- 2017 - Try It All (Singel)
- 2015 - Come And Get Me (Singel)
- 2015 - Thieves (Singel)
- 2014 - Lydia (Singel)